# 12574 LONEOS
12574 LONEOS eller 1999 RT är en asteroid i huvudbältet som upptäcktes den 4 september 1999 av den amerikanske astronomen Charles W. Juels vid Fountain Hills-observatoriet. Den är uppkallad efter Lowell Observatory Near-Earth-Object Search (LONEOS).
Asteroiden har en diameter på ungefär 7 kilometer.